# Malteserkeller
Der Malteserkeller war ein Musikclub im Keller eines Wohnhauses in der Malteserstraße 14 in Aachen, der seit 1958 zu den bedeutendsten und ältesten Jazz-Clubs Deutschlands zählte, in dem aber auch Rockmusiker wie Herbert Grönemeyer und Wolfgang Niedecken Konzerte gaben. Im Malteserkeller traten zahlreiche nationale und internationale Jazzmusiker wie Albert Mangelsdorff, Archie Shepp, Elvin Jones, Bill Ramsey, Chet Baker, Alexander von Schlippenbach oder Klaus Doldinger auf. Ende 2011 wurde die Veranstaltungsstätte geschlossen, da die Pachtverträge nicht verlängert wurden.

## Geschichte
Anfang der 1950er Jahre versammelten sich in Aachen Jazz-Begeisterte in den drei Clubs Hotclub, Jazzclub und Bohème, um Jazzmusik zu hören und Musikern einen Raum zum Bühnenauftritt zu bieten. Die Jazz- und Dixieland-Szene hatte einen über die Grenzen Aachens hinaus renommierten Ruf, sodass Musiker aus Lüttich und GI-Soldaten aus Frankfurt regelmäßig in die Aachener Clubs kamen. Auf Trümmergrundstücken – in der Elisabethstraße – und 1958 in der Malteserstraße wurden hauptsächlich von Studenten der Technischen Hochschule verschüttete Keller ausgegraben und auf Initiative des AStA - Kultur ein Jazzkeller eingerichtet. Der Malteserkeller entwickelte sich, in der Nähe der RWTH gelegen, zu einem der angesagtesten Musikclubs Aachens, der sich auf Jazzmusik spezialisierte. Zunächst Auftrittsort lokaler Musiker, gelang es Anfang der 1960er Jahre zunehmend, national und international bekannte Jazzmusiker für Auftritte im Malteserkeller zu gewinnen.
Der Malteserkeller e.V. wurde seit den 1960er Jahren mit Zuschüssen der Technischen Hochschule unterstützt, da sich die kleine Location mit den Avantgarde- und Jazzkonzerten finanziell nicht mehr trug. In den 1960er bis Anfang der 1970er Jahre traten im Malteserkeller bedeutende Jazzmusiker, wie Jacques Pelzer, Rene Thomas, Gunter Hampel mit Alexander v. Schlippenbach, Albert Mangeldorff, Gerd Dudek, Manfred Schoof, Archie Shepp, Elvin Jones, Dexter Gordon und Yosuke Yamashita auf. Im Jahr 1981 initiierte der Malteserkeller das 1. Aachener Jazzfestival, das jedoch ein kommerzieller Misserfolg war und die finanzielle Situation des Clubs über Jahre hinaus belastete. Mitte der 1980er Jahre nahm das Interesse des Publikums an Jazz-Musik ab. Im Malteserkeller fanden gelegentlich Konzerte mit improvisierter Musik und Jazz-Workshops statt.
Seit 1992 veranstaltete der Malteserkeller das Internationale Treffen Innovativer MusikerInnen im Ludwig Forum für Internationale Kunst. Das Festival vereinte Künstler der internationalen Avantgarde in den Bereichen Artrock und Improvisierte Musik. Musiker und Gruppen wie Fred Frith, Elliott Sharp, Zeena Parkins, Anna Homler, David Moss, The Ex, Amy Denio, Mark Howell, Han Buhrs, Blech und Nick Didkovsky traten im Rahmen dieses Festivals auf. Jazzmusik-Acts wurden in den 1990er Jahren auf Initiative des Impresarios Hermann Cremer und des Malteserkellers regelmäßig in das Programm des Aachener Kultursommers eingebunden.
Im Oktober 2007 feierte der Malteserkeller mit zahlreichen Konzerten sein 50-jähriges Bestehen.
In den letzten Jahren vor der Schließung entwickelte sich der Malteserkeller zunehmend zu einer Partylocation der Studentenstadt Aachen. Neben Jazz-Performances fanden hier Ausstellungen, R&B- und Indie-Partys, Funk-, Pop- und Rock-Konzerte statt. Nachdem es in den letzten Jahren immer wieder Schwierigkeiten mit der Einhaltung der Nachtruhe gab – zuletzt befand sich der Club im Keller eines Wohnhauses – wurde 2011 der Mietvertrag nicht mehr verlängert, und der Malteserkeller wurde am 31. Dezember 2011 nach 54 Jahren geschlossen. Im November 2015 wurde bekannt, dass sich der Malteserkeller e.V. an der Rheinisch-Westfälischen Technischen Hochschule in Liquidation befand.

## Trivia
Im Jahr 1960 trat am Anfang seiner kabarettistischen Karriere Hanns-Dieter Hüsch im Malteserkeller auf. Im Jahr 1977 hatte hier der noch weitgehend unbekannte Herbert Grönemeyer einen Auftritt mit der damaligen Band Ocean. Ein Jahr später spielte im Malteserkeller Wolfgang Niedecken eines seiner ersten Konzerte außerhalb von Köln und lernte hier den in Aachen lebenden Klaus 'Major' Heuser kennen, mit dem er dann ab 1980 gemeinsam in der Kölner Band BAP zusammenarbeitete.

## Künstler im Malteserkeller (Auswahl)
- Pianisten: Jasper van’t Hof, Wolfgang Dauner, Yōsuke Yamashita, Alexander von Schlippenbach, Georg Maycock, Carla Bley, Irene Schweizer, Curtis Jones, Joachim Kühn
- Schlagzeuger: Alphonse Mouzon, Elvin Jones, Jon Hiseman, Dieter Flimm, Paul Lovens
- Gitarristen: Philip Catherine, Toto Blake, Volker Kriegel, Jürgen Sturm, John Scofield, Rene Thomas
- Posaunisten: Albert Mangelsdorff
- Saxophonisten: Barbara Thompson, Charlie Mariano, Archie Shepp, Dexter Gordon, Jacques Pelzer, Heribert Leuchter, Gerd Dudek, Klaus Doldinger, Booker Ervin, Wilton Gaynair, Uwe Haselhorst, Zbigniew Namyslowski, Peter Brötzmann, Johnny Griffin
- Trompeter: Ack van Rooyen, Ian Carr, Chet Baker, Don Cherry, Nelson Williams
- Bassisten: Eberhard Weber, Peter Sonntag, Steve Swallow, Peter Trunk, Jan Werth, Benoit Quersin, Wolfgang Mahr
- Vokalist: Bill Ramsey, Monika Linges, Monica O´Brain, Reinhard May
- Posaunist, Vocalist: Chris Barber
- Vibraphonist: Flötist, Bassklarinettist: Gunter Hampel
- Rockmusiker: Herbert Grönemeyer, Wolfgang Niedecken
- Kabarettist: Hanns-Dieter Hüsch